# Lydia Boylan
Lydia Helene Boylan (Dublín, 19 de julio de 1987) es una deportista irlandesa que compite en ciclismo en las modalidades de pista, especialista en las pruebas de puntuación y madison; aunque también disputa carreras de ruta.
Ganó una medalla de plata en el Campeonato Mundial de Ciclismo en Pista de 2019 y una medalla de plata en el Campeonato Europeo de Ciclismo en Pista de 2017.

## Medallero internacional
| Campeonato Mundial | Campeonato Mundial | Campeonato Mundial | Campeonato Mundial |
| Año                | Lugar              | Medalla            | Competición        |
| ------------------ | ------------------ | ------------------ | ------------------ |
| 2019               | Pruszków (Polonia) | Medalla de plata   | Puntuación         |
| Campeonato Europeo |                    |                    |                    |
| Año                | Lugar              | Medalla            | Competición        |
| 2017               | Berlín (Alemania)  | Medalla de plata   | Madison            |

## Palmarés
2015
- Campeonato de Irlanda en Ruta

2016
- Campeonato de Irlanda en Ruta

2017
- 1 etapa de la Setmana Ciclista Valenciana
- Campeonato de Irlanda en Ruta